# 楠本岳
楠本 岳（くすもと がく、2002年6月8日 - ）は、日本の男子バレーボール選手。

## 来歴
大阪府豊中市出身。小学1年でバレーボールを始める。
昇陽中学校時代にはセッターの荒木琢真とともに全日本中学校選手権での優勝に貢献。
荒木とともに進学した東山高等学校では、2020年の第72回全日本高等学校選手権（春高バレー）で1学年上の髙橋藍とともに初優勝に貢献したが、連覇を目指して出場した翌2021年の第73回では新型コロナの影響で実施された検温で発熱者が出たため3回戦で棄権となった。
2021年に天理大学に進学。4年生では主将を務め、第50回西日本インカレでの35年ぶりの優勝に貢献。最優秀選手賞を受賞した。
2024年10月、東レアローズ静岡への入団内定が発表された。同年12月にチームに合流し、28日に行われた日本製鉄堺ブレイザーズ戦でSVリーグ初出場を記録。2025年2月19日に行われた東京グレートベアーズ戦ではチームの連敗を止める勝利に貢献した。

## 所属チーム
- 昇陽中学校（2015-2018年）
- 東山高等学校（2018-2021年）
- 天理大学（2021-2025年）
- 東レアローズ静岡（2025年-）

## 受賞歴
- 2022年 - 関西大学1部リーグ秋季大会 レシーブ賞、サーブレシーブ賞
- 2023年 - 関西大学1部リーグ春季大会 レシーブ賞[10]
- 2023年 - 関西大学1部リーグ秋季大会 レシーブ賞、サーブレシーブ賞[11]
- 2024年 - 関西大学1部リーグ春季大会 最優秀選手賞、レシーブ賞[12]
- 2024年 - 西日本インカレ 最優秀選手賞、サーブレシーブ賞
- 2024年 - 関西大学1部リーグ秋季大会 レシーブ賞[13]